# Rugby Challenge 4
 (avril 2022).
La mise en forme du texte ne suit pas les recommandations de Wikipédia : il faut le « wikifier ».
Les points d'amélioration suivants sont les cas les plus fréquents. Le détail des points à revoir est peut-être précisé sur la page de discussion.
- Les titres sont pré-formatés par le logiciel. Ils ne sont ni en capitales, ni en gras.
- Le texte ne doit pas être écrit en capitales (les noms de famille non plus), ni en gras, ni en italique, ni en « petit »…
- Le gras n'est utilisé que pour surligner le titre de l'article dans l'introduction, une seule fois.
- L'italique est rarement utilisé : mots en langue étrangère, titres d'œuvres, noms de bateaux, etc.
- Les citations ne sont pas en italique mais en corps de texte normal. Elles sont entourées par des guillemets français : « et ».
- Les listes à puces sont à éviter, des paragraphes rédigés étant largement préférés. Les tableaux sont à réserver à la présentation de données structurées (résultats, etc.).
- Les appels de note de bas de page (petits chiffres en exposant, introduits par l'outil «  Source ») sont à placer entre la fin de phrase et le point final[comme ça].
- Les liens internes (vers d'autres articles de Wikipédia) sont à choisir avec parcimonie. Créez des liens vers des articles approfondissant le sujet. Les termes génériques sans rapport avec le sujet sont à éviter, ainsi que les répétitions de liens vers un même terme.
- Les liens externes sont à placer uniquement dans une section « Liens externes », à la fin de l'article. Ces liens sont à choisir avec parcimonie suivant les règles définies. Si un lien sert de source à l'article, son insertion dans le texte est à faire par les notes de bas de page.
- La présentation des références doit suivre les conventions bibliographiques. Il est recommandé d'utiliser les modèles {{Ouvrage}}, {{Chapitre}}, {{Article}}, {{Lien web}} et/ou {{Bibliographie}}. Le mode d'édition visuel peut mettre en forme automatiquement les références.
- Insérer une infobox (cadre d'informations à droite) n'est pas obligatoire pour parachever la mise en page.

Pour une aide détaillée, merci de consulter Aide:Wikification.
Si vous pensez que ces points ont été résolus, vous pouvez retirer ce bandeau et améliorer la mise en forme d'un autre article.
 (avril 2022).
Si vous disposez d'ouvrages ou d'articles de référence ou si vous connaissez des sites web de qualité traitant du thème abordé ici, merci de compléter l'article en donnant les références utiles à sa vérifiabilité et en les liant à la section « Notes et références ».
Rugby Challenge 4 est un jeu vidéo de rugby à XV, développé par Wicked Witch Software et publié par Tru Blu Entertainment sur PlayStation 4, Xbox One, et Nintendo Switch.
C'est le quatrième jeu de la série Rugby Challenge, après Jonah Lomu Rugby Challenge, Jonah Lomu Rugby Challenge 2 et Rugby Challenge 3.

## Système de jeu
Parmi les nouveautés depuis le précédent opus, on retrouve notamment :
- Équipes féminines de rugby à sept.
- Lors des tentatives de transformation et de pénalité, la caméra reste derrière le buteur de l'équipe qui joue.

## Stades
Il y a 34 stades dans Rugby Challenge 4.

### Sous licence
| Nom                         | Ville        | Pays             |
| --------------------------- | ------------ | ---------------- |
| AAMI Park                   | Melbourne    | Australie        |
| ANZ National Stadium        | Suva         | Fidji            |
| ANZ Stadium                 | Sydney       | Australie        |
| AUS Cup Stadium             |              |                  |
| Causeway Bay Stadium        |              | Hong Kong        |
| DHL Newlands                | Le Cap       | Afrique du Sud   |
| Eden Park                   | Auckland     | Nouvelle-Zélande |
| Emirates Airline Park       | Johannesburg | Afrique du Sud   |
| Estadio Buenos Aires        | Buenos Aires | Argentine        |
| FMG Stadium Waikato         | Hamilton     | Nouvelle-Zélande |
| Forsyth Barr Stadium        | Dunedin      | Nouvelle-Zélande |
| Franklins Garden            | Northampton  | Angleterre       |
| GIO Stadium                 | Canberra     | Australie        |
| Japan Stadium               |              | Japon            |
| Jonsson Kings Park          | Durban       | Afrique du Sud   |
| Loftus Versfeld             | Pretoria     | Afrique du Sud   |
| Murrayfield                 | Édimbourg    | Écosse           |
| NZ Cup Stadium              |              | Nouvelle-Zélande |
| Optus Stadium               | Perth        | Australie        |
| Orangetheory Stadium        | Christchurch | Nouvelle-Zélande |
| Phakisa Pumas Stadium       | Nelspruit    | Afrique du Sud   |
| Sky Stadium                 | Wellington   | Nouvelle-Zélande |
| Springbok Stadium           |              | Afrique du Sud   |
| Stadio Colosseo             | Rome         | Italie           |
| Suncorp Stadium             | Brisbane     | Australie        |
| Tafel Lager Griquas Stadium | Kimberley    | Afrique du Sud   |
| Toronto Field               | Toronto      | Canada           |
| Toyota Stadium              | Aichi        | Japon            |
| Twickenham Stadium          | Londres      | Angleterre       |
| Twickenham Stoop            | Londres      | Angleterre       |
| Welford Road                | Leicester    | Angleterre       |

### Fictifs
- Castle Park
- French Division 1 Stadium
- French Division 2 Stadium

## Équipes

### Championnats
Comme l'édition précédente, le jeu n'a pas eu les licences du Top 14 et de la Pro D2, ils apparaissent sous le nom générique de French Division 1 et French Division 2.
Pour les équipes nationales, seules les équipes de Nouvelle-Zélande, d'Australie, d'Afrique du Sud, et d'Angleterre sont composées de vrais joueurs.

#### French Division 1
| - Agen - Bayonne - Bordeaux - Brive - Castres - Clermont - Colombes | - La Rochelle - Lyon - Montpellier - Paris - Pau - Toulon - Toulouse |

#### French Division 2
| - Aix-en-Provence - Angoulême - Aurillac - Biarritz - Béziers - Carcassonne - Colomiers - Grenoble | - Mont-de-Marsan - Montauban - Nevers - Oyonnax - Perpignan - Romans-sur-Isère - Rouen - Vannes |

#### Super Rugby
| - Blues - Brumbies - Cell C Sharks - Chiefs - Crusaders | - DHL Stormers - Emirates Lions - Highlanders - Hurricanes - Mountain Wolves | - Panthers - Rebels - Reds - Sasgruti NSW - Vodacom Bulls |

#### Aviva Premiership Rugby
| - Bath Rugby - Bristol Bears - Exeter Chiefs - Gloucester Rugby - Harlequins - Leicester Tigers | - London Irish - Northampton Saints - Sale Sharks - Saracens - Wasps - Worcester Warriors |  |  |

#### ITM Cup
| - Auckland - Bay of Plenty - Canterbury - Counties-Manukau - Hawke's Bay - Manawatu - North Harbour | - Northland - Otago - Southland - Taranaki - Tasman - Waikato - Wellington |

#### Elite 14
| - Bloemfontein - Cardiff - Connacht - Edinburgh - Glasgow - Leinster - Llanelli | - Munster - Newport - Parma - Port Elizabeth - Swansea - Treviso - Ulster |

#### AU Cup
| - Canberra - Melbourne - NSW City - NSW Country | - Perth - QLD City - QLD Country - Suva |

#### ABSA Currie Cup
| - Cell C Sharks - DHL Western Province - Phakisa Pumas - Tafel Lager Griquas - Toyota Free State Cheetahs - Vodacom Blue Bulls - Xerox Golden Lions |

### Equipes nationales
Seules les équipes de Nouvelle-Zélande, d'Australie, d'Afrique du Sud, et d'Angleterre sont composées de vrais joueurs.

#### Autres équipes
- Wicked Witch

## Compétitions
- World Rugby Championship
- Buildcorp National Rugby Championship
- ABSA Currie Cup
- ITM Cup
- Super Rugby
- Quad Nations
- Bledisloe Cup Series
- Aviva Premiership Rugby
- French Division 1 (Top 14)
- French Division 2 (Pro D2)
- Elite 14 (Pro 14)
- Euro Nations (Tournoi des Six Nations)
- Euro Club Championship (Coupe d'Europe)
- Seven-a-side Championship
- International Seven-a-side series
- European Knockout Cup (Compétition opposant le Portugal, la Russie, l'Espagne, la Belgique et la Géorgie)
- Pacific Rim Championship (Coupe des Nations du Pacifique)
- African Nations Cup (Coupe d'Afrique)
- South American Shield (Championnat d'Amérique du Sud)